# ویرولا، استرالیای جنوبی
ویرولا (به انگلیسی: Wirrulla) یک شهرک در استرالیا است که در District Council of Streaky Bay واقع شده‌است.